# Maria Curcio
Pour les articles homonymes, voir Curcio.
Maria Curcio (Naples, 27 août 1920 – Porto, 30 mars 2009) est une pianiste classique Italienne . Elle reçoit l'enseignement d'Artur Schnabel et le transmet à ses propres étudiants, dont les plus connus sont : Pierre-Laurent Aimard, Martha Argerich, Barry Douglas,  Éric Le Sage, Radu Lupu, Rafael Orozco, Pierre Réach, Ignat Soljenitsyne,  Béatrice Thoreux, Geoffrey Tozer et Mitsuko Uchida.

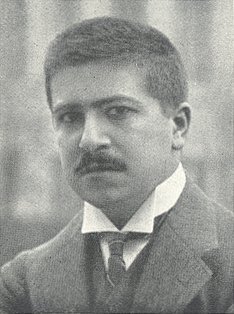
Le pianiste Artur Schnabel.

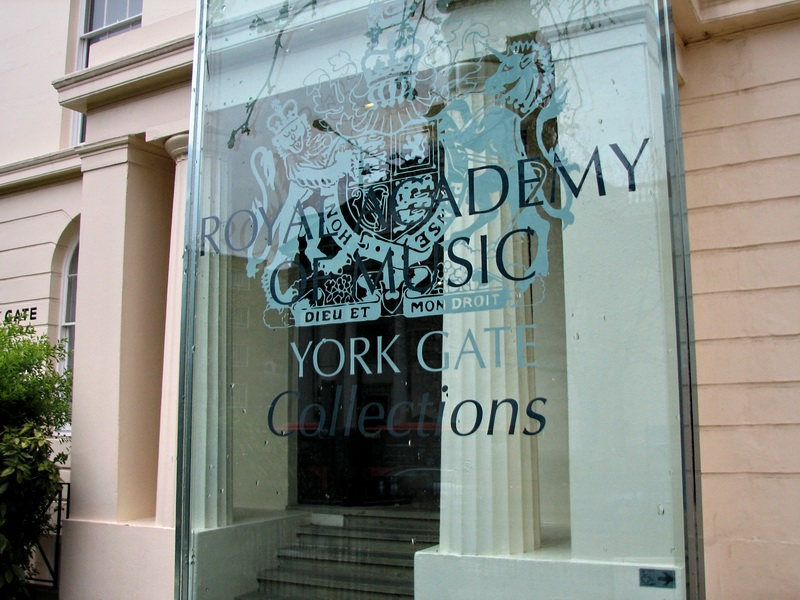
La Royal Academy of Music of London.

## Biographie
Maria Curcio naît à Naples en 1920, d'un père italien et d'une mère brésilienne, qui fut également pianiste et qui avait étudié avec Caffarelli, élève et assistant de Ferruccio Busoni.
Elle joue à l'âge de trois ans et à moins de sept ans, est invitée à Rome pour jouer devant Benito Mussolini, mais elle refuse de le faire,,.
Elle reçoit l'enseignement scolaire à la maison, afin d'avoir davantage de temps pour pratiquer son instrument. Comme elle est poussée trop tôt à accepter de trop nombreux engagements, elle n'a pas une enfance heureuse, n'ayant pas de temps pour jouer avec ses amis.
Ottorino Respighi l'invite à donner un récital dans sa maison. Elle entre au conservatoire de Naples à l'âge de neuf ans, et reçoit son diplôme à quatorze ans. Sa mère a fait en sorte qu'elle puisse étudier avec Alfredo Casella et Carlo Zecchi (un élève d'Artur Schnabel) en Italie et avec Nadia Boulanger à Paris,. Au sujet de Casella, elle confie plus tard « C’était un pianiste extraordinaire, par ailleurs très imprégné de culture française. Il m’a ouvert les portes de la musique et fait découvrir beaucoup de répertoire moderne (Stravinsky, Ravel…) ». Elle étudie également avec Artur Schnabel lui-même, dès ses 15 ans. Schnabel n'avait pas l'habitude de prendre de jeunes élèves, mais son fils Karl Ulrich le persuade de l'auditionner. Après l'avoir entendue, il la décrit comme « un des plus grands talents que j'ai jamais rencontré ». Maria Curcio dira de lui qu'il a été « comme d'un choc musical qui l'avait marqué toute sa vie, d'une rencontre qui l'avait bouleversée ». Lorsque Schnabel est en tournée, elle prend des leçons avec Fritz Busch.
Elle fait ses débuts à Londres, en 1939, mais au début de la seconde Guerre mondiale, elle se trouve à Amsterdam, où elle accompagne le secrétaire de Schnabel, Peter Diamand, et où elle se produit fréquemment. Toutefois, au cours de l'occupation allemande des Pays-Bas à partir de 1940, lorsque les Juifs ont été interdits de jouer en public, elle refuse toutes les offres d'engagements en signe de protestation (Diamand étant juif). Diamand passe quelque temps dans un camp de concentration néerlandais, avant de s'en échapper. Le couple se cache alors des nazis, dans les greniers et autres endroits exigus, avec peu de nourriture. Maria Curcio est victime de la malnutrition et de la tuberculose et n'est alors en mesure de marcher correctement et encore moins de jouer. Sa carrière d'interprète est terminée.
Elle épouse Peter Diamand (en) en 1948, mais elle a besoin de plusieurs années de thérapie pour pouvoir retrouver l'usage de ses jambes, de ses bras et de ses doigts. Wilhelm Furtwängler souhaite enregistrer avec elle, mais au moment où il meurt en 1954, Maria Curcio n'a toujours pas récupéré assez de force. Elle rejoue finalement et collabore avec des artistes tels que Benjamin Britten, Carlo Maria Giulini, Szymon Goldberg, Otto Klemperer, Josef Krips, Pierre Monteux et Elisabeth Schwarzkopf. Elle donne son dernier concert en 1963.
Elle se tourne vers l'enseignement et donne de nombreuses classes de maître. Elle entraîne également des chanteurs à la demande de Josef Krips, alors qu'il est directeur de l'Opéra des Pays-Bas. À cette même période, Peter Diamand est nommé directeur du festival d’Édimbourg et ils déménagent au Royaume-Uni.
Elle participe au jury du Concours International de Pianoforte de Leeds en 1966 at au jury du Concours International de Piano de Santander Paloma O’Shea en 1978.Elle est nommée professeur invité à la Royal Academy of Music.
Elle joue en privé avec le pianiste Clifford Curzon, qui l'introduit auprès de l’entourage de Benjamin Britten et Peter Pears en 1947,. Elle joue souvent à quatre mains avec Britten.
Elle et son mari divorcent en 1971, après qu'il eut une relation avec Marlene Dietrich. Elle passe ses dernières années à Porto au Portugal, où elle meurt en mars 2009, à l'âge de 89 ans.

## Médias
BBC Scotland a fait deux films sur Maria Curcio dans les années 1980 : Music in camera : Maria Curcio - Fulfilling a Legacy et Maria Curcio - Piano Teacher.
Un documentaire de sa vie, Musique au-delà du son, a été réalisé par son élève Douglas Ashley en 1993. Il a également écrit un livre du même nom,.
Émission de France Musique, Mémoires retrouvées par Marc Dumont, consacrée à Maria Curcio, intitulé La recherche de la sonorité (20 août 1999).

## Élèves
- Suzanne Goyette
- Pierre-Laurent Aimard[5]
- Martha Argerich[3]
- Bertrand Chamayou[5]
- Douglas Ashley[14]
- Kim Barbier
- Pierre Réach
- Michel Block (en)[13]
- Marc Bourdeau
- Evelyne Brancart
- Roberto Bravo (en)
- Angela Brownridge[15],[16]
- Laurent Cabasso
- Jordi Camell
- Judy Chin
- Myung-whun Chung[5]
- Rosella Clini
- Jean-Marie Cottet
- Jean-François Dichamp
- Simone Dinnerstein (en)
- Barry Douglas[3],[5]
- Christopher Elton
- José Feghali (en)[5]
- Leon Fleisher[5]
- Peter Frankl[5]
- Claude Frank[5]
- Frank Glazer[13]
- Anthony Goldstone[5]
- Albert Guinovart
- Jean-François Heisser[17]
- Ian Hobson (en)[5]
- Niel Immelman (en)
- Terence Judd[5]
- Marie-Josèphe Jude
- Angela Jia Kim (en)[18]
- Dalia Lazar (qui fut son dernier élève)
- Éric Le Sage
- Radu Lupu[3],[5]
- Tessa Nicholson[19]
- Rafael Orozco[5]
- Mathieu Papadiamandis
- Alfredo Perl[3]
- Matthew Schellhorn (en)
- Ignat Soljenitsyne[3]
- Sebastian Störmer
- Ievgueni Sudbine
- Hugh Tinney (en)[5]
- Béatrice Thoreux
- Geoffrey Tozer[5]
- Dame Mitsuko Uchida[3],[5]
- Vedat Kosal